# Operazione pilota
Operazione pilota è una miniserie televisiva italiana (2 puntate).

## Descrizione
Composta da due puntate, la fiction andò in onda in prima visione nel febbraio 2007 su Rai Uno. La regia da Umberto Marino. I protagonisti sono interpretati da Massimo Ranieri, Michelle Bonev, Humberto Zurita, Raimondo Todaro e Miriam Candurro. È una produzione Rai Fiction e Albatross Entertainment.
Realizzata tra il Messico e l'Italia, la miniserie racconta delle vicende del nucleo operativo dei ROS (Raggruppamento Operativo Speciale) intento a sventare un pericoloso traffico tra la Colombia e l'Italia.

## Messa in onda
| nº | Puntata         | Prima TV Italia  | Telespettatori | share  |
| -- | --------------- | ---------------- | -------------- | ------ |
| 1  | Prima puntata   | 18 febbraio 2007 | 5.110.000      | 21,39% |
| 2  | Seconda puntata | 19 febbraio 2007 | 6.227.000      | 23,84% |